# خشکرود (بابلسر)
خشکرود، روستایی از توابع بخش بخش رودبست شهرستان بابلسر در استان مازندران ایران است.

## جمعیت
این روستا در دهستان خشکرود قرار داشته و براساس آخرین سرشماری مرکز آمار ایران که در سال ۱۳۸۵ صورت گرفته، جمعیت آن ۱۴۵۰نفر (۳۶۸خانوار) بوده‌است.